# ناتالبانی (لوئیزیانا)
ناتالبانی (به انگلیسی: Natalbany) شهری در ایالت لوئیزیانا کشور ایالات متحده آمریکا است که جمعیت آن در سرشماری سال ۲۰۱۰ میلادی، ۲٬۹۸۴ نفر بوده‌است.